# Ozarba hemipyra
Ozarba hemipyra är en fjärilsart som beskrevs av George Francis Hampson 1916. Ozarba hemipyra ingår i släktet Ozarba och familjen nattflyn. Inga underarter finns listade i Catalogue of Life.